# Municipio de Mill Creek (condado de Ashley)
El municipio de Mill Creek (en inglés: Mill Creek Township) es un municipio ubicado en el condado de Ashley en el estado estadounidense de Arkansas. En el año 2010 tenía una población de 1558 habitantes y una densidad poblacional de 7,8 personas por km².

## Geografía
El municipio de Mill Creek se encuentra ubicado en las coordenadas 33°13′21″N 91°59′17″O / 33.22250, -91.98806. Según la Oficina del Censo de los Estados Unidos, el municipio tiene una superficie total de 199.83 km², de la cual 191,59 km² corresponden a tierra firme y (4,12 %) 8,24 km² es agua.

## Demografía
Según el censo de 2010, había 1558 personas residiendo en el municipio de Mill Creek. La densidad de población era de 7,8 hab./km². De los 1558 habitantes, el municipio de Mill Creek estaba compuesto por el 88,77 % blancos, el 9,95 % eran afroamericanos, el 0,26 % eran de otras razas y el 1,03 % eran de una mezcla de razas. Del total de la población el 0,45 % eran hispanos o latinos de cualquier raza.